# スタントン・A・コブレンツ

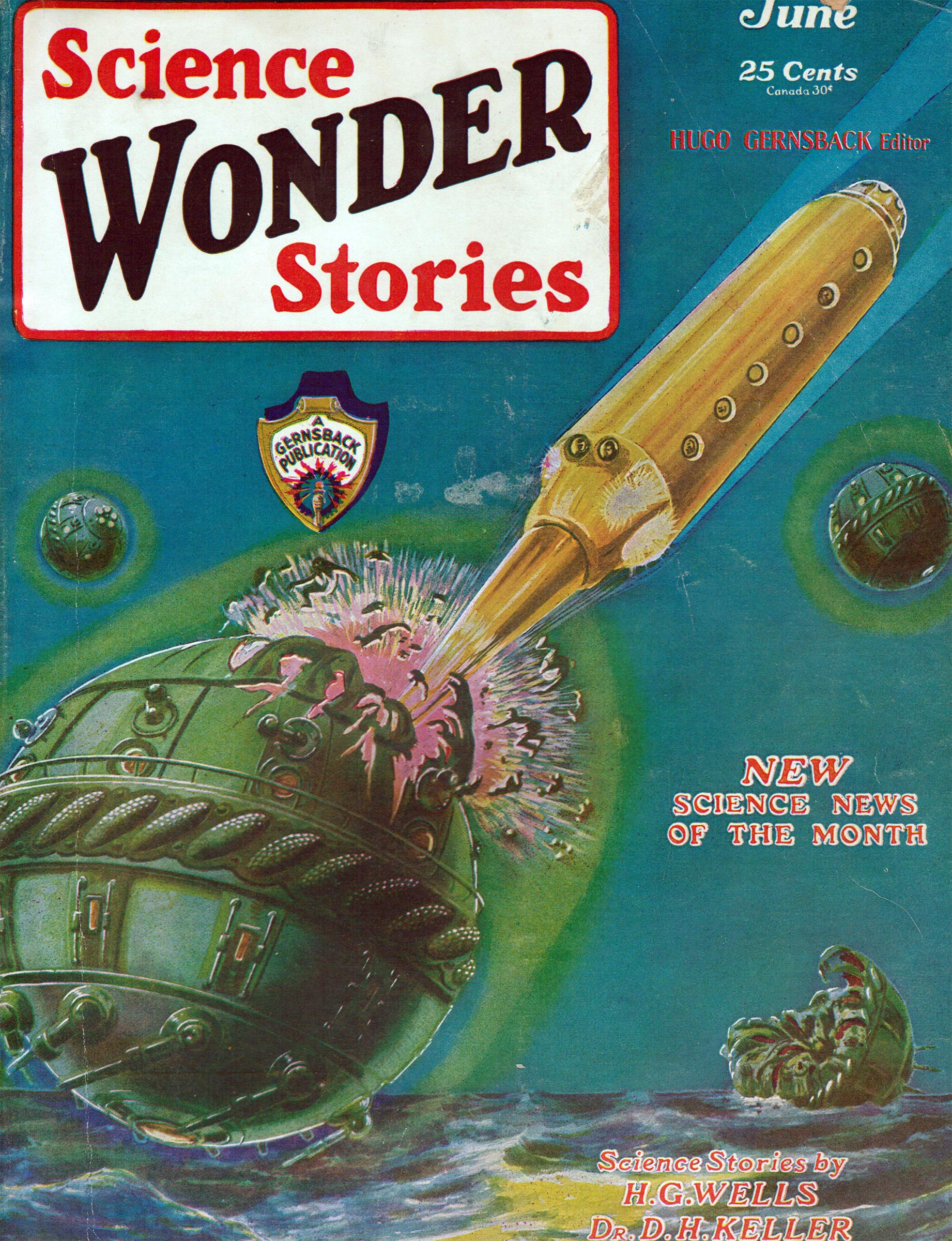
コブレンツの短編が載った『サイエンス・ワンダー・ストーリーズ』創刊号（1929年6月号）。表紙には、他の寄稿者としてH・G・ウェルズ、D・H・ケラーの名前が見える。

スタントン・アーサー・コブレンツ（Stanton Arthur Coblentz、1896年8月24日 - 1982年9月6日）はアメリカ合衆国のSF小説家、詩人。カリフォルニア大学卒。英文学で修士号を取得した。
はじめはジャーナリストを兼ねており、アルベルト・アインシュタインにインタビューした経験もある。1920年代初頭に詩作の発表を始めた。最初に活字になった彼のSFは、アトランティス大陸を扱った"The Sunken World"（沈んだ世界）で、この風刺的作品は1928年6月に『季刊アメージング・ストーリーズ』（Amazing Stories Quarterly）へ掲載された。その翌年、彼は長編小説の単行本としては最初の"The Wonder Stick"（びっくり棒）を刊行。しかし詩作と歴史が彼の最も得意とするものであった。コブレンツの作風は風刺的であり、また彼のスタイルは常に斬新であった。彼はまた文学批評や歴史上の問題に関するノンフィクションの本も書いている。"Adventures of a Freelancer: The Literary Exploits and Autobiography of Stanton A. Coblentz"（あるフリーランサーの冒険 - スタントン・A・コブレンツの文学的業績および自叙伝）は彼の死後に出版された。
日本語に翻訳された作品としては、短編の「火星からの使者」（Missionaries from the Sky）の一作のみがある（「SFマガジン」1978年増刊号：178号）。これは、無電で密かに火星人とのファースト・コンタクトを達成した天才科学者の悲運を描いた作品であった。

## 著書一覧
- The Decline of Man (1925)
- The Literary Revolution (1927)
- The Wonder Stick (1929)
- Shadows on a Wall (1930)
- The Hidden World (1935) (aka In Caverns Below)
- The Pageant of Man (1936)
- Youth Madness (1944)
- When the Birds Fly South (1945)
- An Editor Looks At Poetry (1947)
- The Sunken World (1949)
- After 12,000 Years (1950)
- Into Plutonian Depths (1950)
- The Planet of Youth (1952)
- The Rise of the Anti-Poets (1955)
- Under the Triple Suns (1955)
- The Blue Barbarians (1958)
- My Life in Poetry (1959)
- Next Door to the Sun (1960)
- The Runaway World (1961)
- The Moon People (1964)
- The Last of the Great Race (1964)
- The Lizard Lords (1964)
- The Lost Comet (1964)
- Ten Crises in Civilization (1965)
- Lord of Tranerica (1966)
- The Crimson Capsule (1967)  (aka The Animal People)
- The Poetry Circus (1967)
- The Day the World Stopped (1968)
- The Militant Dissenters (1970)
- The Island People (1971)
- Light Beyond (1989)
- Adventures of a Freelancer: The Literary Exploits & Autobiography of Stanton A. Coblentz (1992)